# Société Sylla
Die Société Sylla war ein französischer Hersteller von Automobilen.

## Unternehmensgeschichte
Marcel Violet gründete 1929 das Unternehmen in Courbevoie und begann mit der Produktion von Automobilen. Der Markenname lautete Galba. 1930 endete die Produktion. Bereits im Oktober 1930 stellte Marcel Violet mit seinem neuen Unternehmen Voiturettes Huascar ein ähnliches Fahrzeug her.

## Fahrzeuge

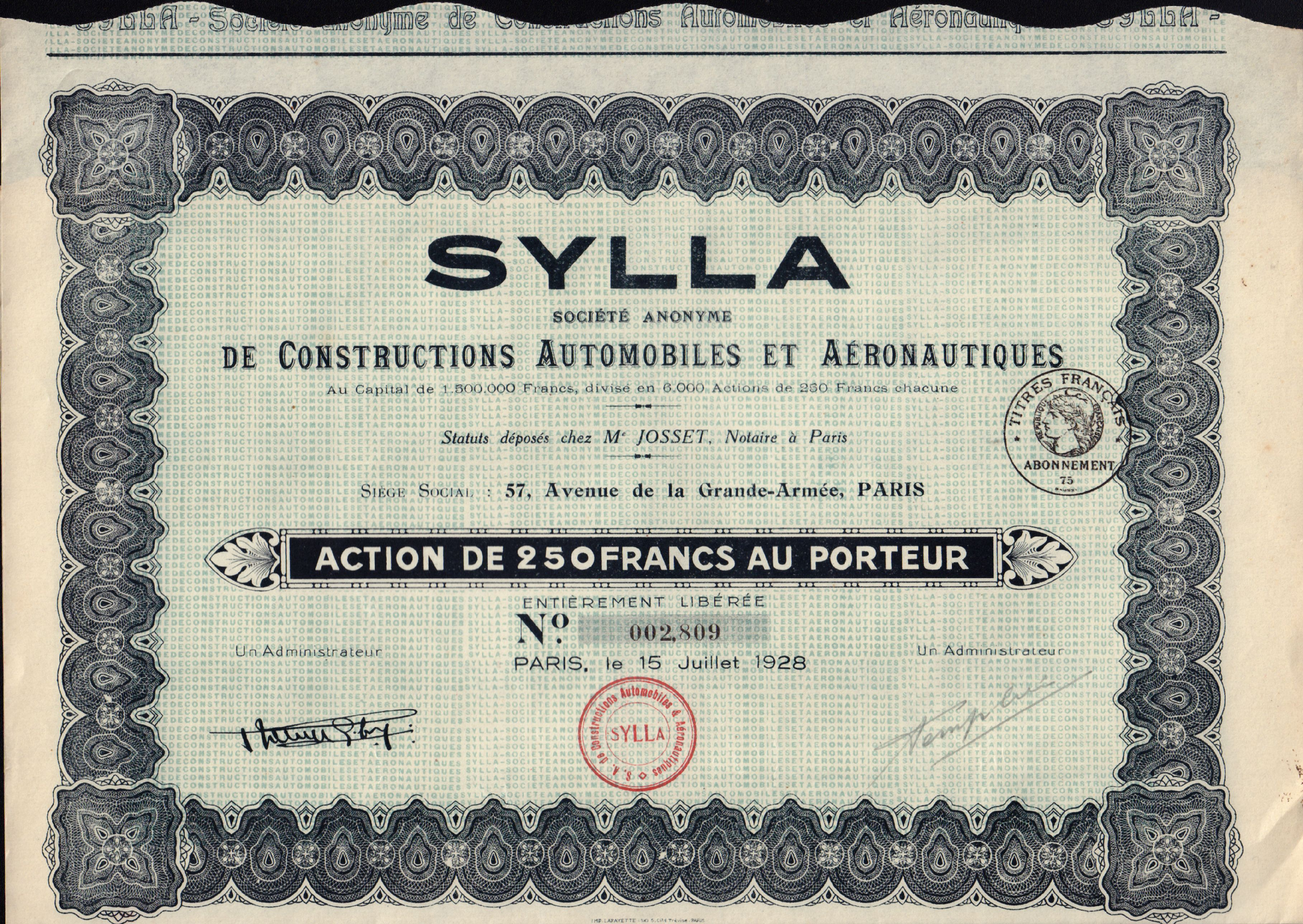
Aktie

Das einzige Modell war ein Kleinwagen. Für den Antrieb sorgte ein Zweizylinder-Zweitaktmotor mit 564 cm³ Hubraum. Der Motor war vorne im Fahrzeug montiert und trieb über eine Kardanwelle die Hinterachse an. Das Getriebe verfügte über zwei Gänge. Der Neupreis betrug umgerechnet 75 Pfund Sterling.